# 3 Dywizja Piechoty Legionów Armii Krajowej
3 Dywizja Piechoty Legionów AK – jedna z dywizji piechoty w strukturze organizacyjnej Armii Krajowej.
Zgodnie z założeniami planu Burza wyrażonymi w rozkazie z września 1942 r., oddziały partyzanckie miały zostać odtworzone na podstawie Ordre de Bataille Wojska Polskiego sprzed 1 września 1939 roku.
W wyniku akcji odtwarzania przedwojennych jednostek wojskowych w 1944 r. powstała 3 Dywizja Piechoty Legionów AK pod dowództwem płk. Adama Świtalskiego ps. „Dąbrowa” (Okręg Lublin AK).

## Struktura organizacyjna
Ordre de Bataille i obsada personalna 3 DP AK przedstawiała się następująco:
- 7 pułk piechoty Legionów AK
- 8 pułk piechoty Legionów AK
- 9 pułk piechoty Legionów AK